# Liste der Kulturdenkmale in Stützengrün

Wappen von Stützengrün

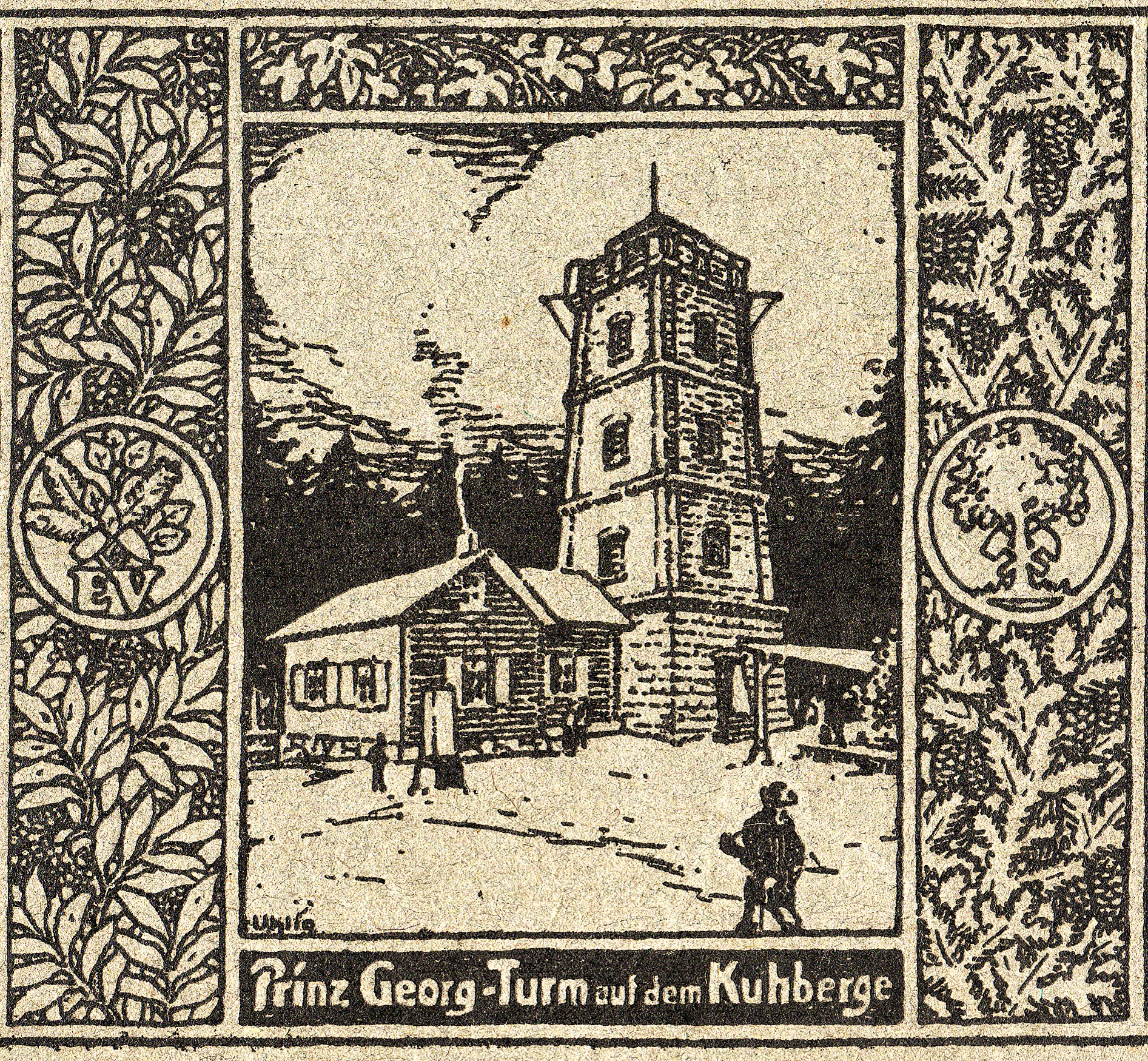
Kuhberg im Jahr 1915

Die Liste der Kulturdenkmale in Stützengrün enthält die Kulturdenkmale in Stützengrün.
Diese Liste ist eine Teilliste der Liste der Kulturdenkmale in Sachsen.

## Legende
- Bild: Bild des Kulturdenkmals, ggf. zusätzlich mit einem Link zu weiteren Fotos des Kulturdenkmals im Medienarchiv Wikimedia Commons. Wenn man auf das Kamerasymbol klickt, können Fotos zu Kulturdenkmalen aus dieser Liste hochgeladen werden:
- Bezeichnung: Denkmalgeschützte Objekte und ggf. Bauwerksname des Kulturdenkmals
- Lage: Straßenname und Hausnummer oder Flurstücknummer des Kulturdenkmals. Die Grundsortierung der Liste erfolgt nach dieser Adresse. Der Link (Karte) führt zu verschiedenen Kartendiensten mit der Position des Kulturdenkmals. Fehlt dieser Link, wurden die Koordinaten noch nicht eingetragen. Sind diese bekannt, können sie über ein Tool mit einer Kartenansicht einfach nachgetragen werden. In dieser Kartenansicht sind Kulturdenkmale ohne Koordinaten mit einem roten bzw. orangen Marker dargestellt und können durch Verschieben auf die richtige Position in der Karte mit Koordinaten versehen werden. Kulturdenkmale ohne Bild sind an einem blauen bzw. roten Marker erkennbar.
- Datierung: Baubeginn, Fertigstellung, Datum der Erstnennung oder grobe zeitliche Einordnung entsprechend des Eintrags in der sächsischen Denkmaldatenbank
- Beschreibung: Kurzcharakteristik des Kulturdenkmals entsprechend des Eintrags in der sächsischen Denkmaldatenbank, ggf. ergänzt durch die dort nur selten veröffentlichten Erfassungstexte oder zusätzliche Informationen
- ID: Vom Landesamt für Denkmalpflege Sachsen vergebene, das Kulturdenkmal eindeutig identifizierende Objekt-Nummer. Der Link führt zum PDF-Denkmaldokument des Landesamtes für Denkmalpflege Sachsen. Bei ehemaligen Kulturdenkmalen können die Objektnummern unbekannt sein und deshalb fehlen bzw. die Links von aus der Datenbank entfernten Objektnummern ins Leere führen. Ein ggf. vorhandenes Icon  führt zu den Angaben des Kulturdenkmals bei Wikidata.

## Stützengrün
| Bild                                    | Bezeichnung                                                                         | Lage                           | Datierung                                                                                   | Beschreibung | ID       |
| --------------------------------------- | ----------------------------------------------------------------------------------- | ------------------------------ | ------------------------------------------------------------------------------------------- | --- | -------- |
| Direkt Bild zu diesem Denkmal hochladen | Denkmal für die Gefallenen des Ersten Weltkrieges                                   |                                | nach 1918 (Kriegerdenkmal)                                                                  | landschaftsbildprägend, von ortshistorischer Bedeutung | 08957164 |
| Weitere Bilder                          | Zwei Auflager einer Schmalspurbahnbrücke mit befestigten Hanglaufflanken            |                                | 1892–1893 (Brückenteil)                                                                     | Reste der bedeutendsten Fachwerkbrücke der Schmalspurbahn Wilkau-Haßlau–Carlsfeld (6973, sä. WCd), von verkehrshistorischer Bedeutung | 08957168 |
| Weitere Bilder                          | Kirche (mit Ausstattung) mit Kirchhof und Grabplatte an der Kirchenwand             | Auerbacher Straße (Karte)      | 26. Januar 1697 (Grundsteinlegung), bezeichnet 1731 (Kirche)                                | barocke Saalkirche mit hohem Dachreiter, wertvolle Innenausstattung, von ortshistorischer und baugeschichtlicher sowie ortsbildprägender Bedeutung | 08957161 |
| Weitere Bilder                          | Wohnhaus                                                                            | Auerbacher Straße 14           | Mitte 18. Jh. oder jünger (Wohnhaus)                                                        | vermutlich ehemals Haus eines Handelsherren, singuläres Zeugnis der Architektur des 18. Jahrhunderts im Ort, von ortshistorischer und baugeschichtlicher Bedeutung | 08957160 |
| Direkt Bild zu diesem Denkmal hochladen | Wohnstallhaus, Seitengebäude und Wassertrog eines Zweiseithofes                     | Auerbacher Straße 30           | bezeichnet 1808 (Wohnstallhaus)                                                             | beide Gebäude mit Fachwerk-Obergeschoss, Teil der alten Ortsstruktur, baugeschichtlich von Bedeutung | 08957155 |
| Direkt Bild zu diesem Denkmal hochladen | Wohnhaus                                                                            | Auerbacher Straße 38           | bezeichnet 1902 (Wohnhaus)                                                                  | zweifarbige Klinkerfassade, ortsbildprägend, Zeugnis der dörflichen Erneuerung um 1900, baugeschichtlich von Bedeutung | 08957156 |
| Direkt Bild zu diesem Denkmal hochladen | Wohnhaus, angebautes Seitengebäude und rückwärtiger Schuppenanbau eines Bauernhofes | Auerbacher Straße 42           | bezeichnet 1786 (Bauernhaus)                                                                | Obergeschoss Fachwerk verbrettert, Teil der alten Ortsstruktur, ortsbildprägend und baugeschichtlich von Bedeutung Denkmaltext Bauernhaus, Kern vermutlich 17. Jh., für das Mitteldeutsche Wohnstallhaus typische EG-Dreiteilung in Wohnteil, Flur und Stall/-Wirtschaftsteil, EG neben starkem Feldsteinmauerwerk auch noch eine hölzerne Balkenwand auf der Eingangsseite (Reste einer Blockstube), das Gebäude vermutlich ursprünglich ein Umgebindehaus, das Natursteinportal zeigt spätbarocke Verzierungen sowie einen Anker mit Initialen und die Jahreszahl 1786. Im Oberstock ein noch fast vollständig erhaltenes Fachwerk, darüber Verbretterung, der dreifach stehende Stuhl des mit kleinen Walmen versehenen Daches zeigt alte Holzverbindungen wie Verblattungen, baugeschichtliche Bedeutung, hoher Dokumentationswert, Alterswert. Späterer Anbau ebenfalls in "Volksbauweise". LfD/2012 | 08957157 |
| Direkt Bild zu diesem Denkmal hochladen | Scheune eines Bauernhofes                                                           | Auerbacher Straße 44           | 19. Jh. (Scheune)                                                                           | verbretterte Fachwerkscheune, strukturell wohl zum Bauernhof Nummer 42 gehörig, Teil der alten Ortsstruktur, baugeschichtlich von Bedeutung | 08957158 |
| Direkt Bild zu diesem Denkmal hochladen | Trafoturm                                                                           | Bergstraße 3 (neben)           | 1912 (Transformatorenstation)                                                               | Zeugnis der dörflichen Elektrifizierung nach 1900, ortshistorische Bedeutung. | 08957166 |
| Direkt Bild zu diesem Denkmal hochladen | Ehemaliger Gasthof (Nr. 48) mit Saalanbau (Nr. 46), heute Wohnhaus                  | Bergstraße 46; 48              | um 1890 (Gasthof)                                                                           | alte Ortslage Unterstützengrün, zeittypische Klinkerfassade, von ortshistorischer Bedeutung, ortsbildprägend | 08957162 |
| Direkt Bild zu diesem Denkmal hochladen | Straßenbrücke über eine ehemalige Schmalspurbahnstrecke                             | Neuheider Weg                  | um 1890 (Straßenbrücke)                                                                     | Steinbogenbrücke, Bauwerk von verkehrsgeschichtlicher Relevanz | 08956773 |
| Direkt Bild zu diesem Denkmal hochladen | Wohnhaus (Umgebinde) und Scheunen-Anbau eines Bauernhofes                           | Neuheider Weg 16               | 18. Jh. (Bauernhaus)                                                                        | alte Ortslage Neulehn, Obergeschoss Fachwerk verbrettert, Teil der alten Ortsstruktur, Umgebindehaus in der Gemeinde als singuläres Zeugnis bäuerlicher Bautradition dieser Art von hoher baugeschichtlicher Relevanz | 08956808 |
|                                         | Ehemaliger Gasthof (heute Wohnhaus) und Saalanbau                                   | Schönheider Straße 1           | um 1905 (Gasthof)                                                                           | alte Ortslage Oberstützengrün, zeittypischer Putzbau, von ortshistorischer Bedeutung, ortsbildprägend im Ortszentrum an einer Straßenkreuzung gelegen | 08957175 |
| Direkt Bild zu diesem Denkmal hochladen | Wohnhaus, mit Pforte zum Garten                                                     | Schönheider Straße 21          | um 1900 (Wohnhaus)                                                                          | Putzbau mit Fachwerk-Elementen, am Ortsrand gelegenes, qualitätvolles Zeugnis der dörflichen Entwicklung um 1900 im Landhausstil, bauhistorische und ortsentwicklungsgeschichtlich von Bedeutung | 08957167 |
|                                         | Bürstenfabrik mit Produktionsgebäude, Schornstein und Verwaltungsgebäude            | Schönheider Straße 61          | 1924-1925 (Verwaltungsgebäude), 1924-1925 (Fabrikgebäude)                                   | erbaut für die Großeinkaufsgesellschaft Deutscher Konsumvereine (GEG), Hamburg, langgezogene, repräsentative Produktionsstätte von hoher landschaftsbildender, industriehistorischer, baugeschichtlicher und ortshistorischer Bedeutung | 08957173 |
| Direkt Bild zu diesem Denkmal hochladen | Wohnhaus (Nr. 68), daran angebautes Brauereigebäude und weiteres Wohnhaus (Nr. 68a) | Schönheider Straße 68; 68a     | 1. Hälfte 19. Jh. (Nummer 68, Wohnhaus), um 1910 (Nummer 68a, Wohnhaus), um 1910 (Brauerei) | alte Ortslage Schädlichhäuser, jüngerer Putzbau vom Reformstil beeinflusst, älteres Wohnhaus mit Fachwerk-Obergeschoss, mit ortsbildprägender und baugeschichtlicher Relevanz | 08957172 |
| Direkt Bild zu diesem Denkmal hochladen | Gasthof mit Scheune                                                                 | Schönheider Straße 78          | 1897 (Gasthof)                                                                              | alte Ortslage Neulehn, ortsbildprägender Klinkerbau, Scheune verbrettert, Zeugnis von ortsgeschichtlicher und bauhistorischer Qualität | 08957171 |
| Weitere Bilder                          | Triangulationssäule                                                                 | Schönheider Straße 90a (bei)   | bezeichnet 1894 (Triangulationssäulen)                                                      | Station 2. Ordnung, bedeutendes Zeugnis der Geodäsie des 19. Jahrhunderts, vermessungsgeschichtlich von Bedeutung Denkmaltext Im Zeitraum 1862 bis 1890 erfolgte im Königreich Sachsen eine Landesvermessung, bei der zwei Dreiecksnetze gebildet wurden. Zum einen handelt es sich um das Netz für die Gradmessung im Königreich Sachsen (Netz I. Classe/Ordnung) mit 36 Punkten und die Königlich Sächsische Triangulierung (Netz II. Classe/Ordnung) mit 122 Punkten. Geleitet wurde diese Landesvermessung durch Christian August Nagel, wonach die Triangulationssäulen auch als "Nagelsche Säulen" bezeichnet werden. Dieses Vermessungssystem war eines der modernsten Lagenetze in Deutschlandatiert Die hierfür gesetzten Vermessungssäulen blieben fast vollständig an ihren ursprünglichen Standorten erhalten. Sie sind ein eindrucksvolles Zeugnis der Geschichte der Landesvermessung in Deutschland sowie in Sachsen. Das System der Vermessungssäulen beider Ordnungen ist in seiner Gesamtheit ein Kulturdenkmal von überregionaler Bedeutung. Die Station 140 wurde 1894 auf der nordwestlichen Ecke der Plattform des am 22. Juli selben Jahres eingeweihten Prinz-Georg-Turms auf dem Kuhberg eingerichtet. 1970 wurde das obere Stockwerk des Turmes erneuert und dieser dabei von 16 m auf 20 m erhöht. Seither steht die Säule von 1894 auf einem Treppenabsatz innerhalb des Turmes. Die Nagelsche Säule ist original erhalten und steht ca. 15 m südöstlich des Turmeingangs. Beobachtungen haben auf beiden Säulen stattgefunden, in den Richtungssatz vom Gradmessungspunkt 24-Aschberg wurde nur der Bodenpunkt einbezogen. LfD/2014 | 09305047 |
| Weitere Bilder                          | Aussichtsturm mit angebauter Schankwirtschaft                                       | Schönheider Straße 90a (bei)   | 1894 (Aussichtsturm), 1902 (Gasthaus)                                                       | Turm auf dem Kuhberg, mit kleiner ehemaliger Schankwirtschaft (Holzhaus), von landschaftsprägender und ortsgeschichtlicher Relevanz | 08957169 |
| Direkt Bild zu diesem Denkmal hochladen | Wohnstallhaus mit zwei angebauten Seitengebäuden                                    | Schönheider Straße 126 (Karte) | Ende 17. Jh. (Wohnstallhaus), Umbau bezeichnet 1875 (Wohnstallhaus)                         | Putzbau mit altem Korbbogenportal und hohem Walmdach, stattlicher Baukörper von landschaftsbildprägender und bauhistorischer Bedeutung | 08957174 |

## Hundshübel
| Bild                                    | Bezeichnung                                                                                            | Lage                               | Datierung                                                 | Beschreibung | ID       |
| --------------------------------------- | --- | ---------------------------------- | --------------------------------------------------------- | --- | -------- |
| Weitere Bilder                          | Ehemalige Schule, heute Wohnhaus                                                                       | Dorfstraße 38 (Karte)              | nachträglich bezeichnet 1680 (Schule)                     | Obergeschoss Fachwerk, ortsbildprägend, Seltenheitswert wegen Fachwerkkonstruktion (geschwungene Andreaskreuze), baugeschichtlich von Bedeutung                | 08957185 |
| Direkt Bild zu diesem Denkmal hochladen | Wohnhaus                                                                                               | Dorfstraße 39 (Karte)              | 1896 (Wohnhaus)                                           | zeittypische Klinkerfassade, von ortsentwicklungshistorischer Bedeutung                                                                                        | 08957184 |
| Weitere Bilder                          | Kriegerdenkmal für die Toten der Weltkriege                                                            | Dorfstraße 45 (vor) (Karte)        | nach 1918, später überformt (Kriegerdenkmal 1. Weltkrieg) | im Ortszentrum gelegen, von ortshistorischer Bedeutung | 08957183 |
| Weitere Bilder                          | Kirche (mit Ausstattung)                                                                               | Dorfstraße 47 (Karte)              | 1784-1788 (Kirche)                                        | barocke Saalkirche mit polygonalem Chorschluss und Westturm, von ortshistorischer Bedeutung, baugeschichtliche und ortsbildprägende Relevanz                   | 08957182 |
| Direkt Bild zu diesem Denkmal hochladen | Häuslerhaus                                                                                            | Eibenstocker Straße 24             | 19. Jh. (Häusleranwesen)                                  | Obergeschoss Fachwerk verbrettert bzw. verputzt, Teil der alten Ortsstruktur, sozialgeschichtlich von Bedeutung                                                | 08957186 |
| Direkt Bild zu diesem Denkmal hochladen | Wohnstallhaus, Seitengebäude und Scheune eines Dreiseithofes                                           | Hauptstraße 1                      |                                                           | | 08957181 |
| Direkt Bild zu diesem Denkmal hochladen | Ehemaliges Forsthaus (heute Wohnhaus), Seitengebäude, Remisengebäude und Holzschuppen eines Forsthofes | Hauptstraße 23                     | Ende 19. Jh. (Forsthaus)                                  | repräsentatives Forsthaus in gotisierenden Formen, von baugeschichtlicher und ortshistorischer Bedeutung                                                       | 08957188 |
| Weitere Bilder                          | Postmeilensäule                                                                                        | Hauptstraße 39 (gegenüber) (Karte) | 1725 (Ganzmeilensäule)                                    | originale Reste einer Ganzmeilensäule, verkehrsgeschichtlich von Bedeutung                                                                                     | 08957192 |
| Direkt Bild zu diesem Denkmal hochladen | Parentationshalle eines Friedhofs                                                                      | Lärchenstraße                      | 1920er Jahre (Parentationshalle)                          | schlichtes Zeugnis zeittypischer Architektur, von ortshistorischer und baugeschichtlicher Relevanz                                                             | 08957190 |
| Weitere Bilder                          | Ehemaliges Häuslerhaus (heute Heimatmuseum)                                                            | Viechzig 18                        | um 1800 (Häusleranwesen)                                  | eingeschossiger Putzbau, benannt nach der Besitzerfamilie Nadler, ortsentwicklungsgeschichtlich und landschaftsbildprägend sowie sozialgeschichtlich bedeutend | 08957189 |

## Lichtenau
| Bild                                    | Bezeichnung                                                       | Lage                  | Datierung                                            | Beschreibung | ID       |
| --------------------------------------- | ----------------------------------------------------------------- | --------------------- | ---------------------------------------------------- | --- | -------- |
| Direkt Bild zu diesem Denkmal hochladen | Seitengebäude (mit angebauter Scheune) eines Bauernhofes          | Bärenwalder Straße 15 | 19. Jh. (Seitengebäude)                              | Fachwerkbauten im Ortszentrum, von ortsbildprägender und baugeschichtlicher Bedeutung                                                                                 | 08957176 |
| Direkt Bild zu diesem Denkmal hochladen | Wohnhaus und angebaute Scheune eines Bauernhofes sowie Wassertrog | Bergweg 1             | bezeichnet 1836 (Bauernhaus), Ende 19. Jh. (Scheune) | alte Ortslage Lochhäuser, Wohnhaus Obergeschoss Fachwerk, landschafts- und ortsbildprägendes Gehöft, baugeschichtlich von Bedeutung                                   | 08957177 |
| Direkt Bild zu diesem Denkmal hochladen | Wohnhaus (Umgebinde) eines Bauernhofes                            | Bergweg 5             | im Innern bezeichnet 1783 (Bauernhaus)               | alte Ortslage Lochhäuser, Obergeschoss Fachwerk, landschaftsbildprägendes Gebäude, als Umgebindehaus von Seltenheitswert in der Region, von bauhistorischer Bedeutung | 08957178 |
| Direkt Bild zu diesem Denkmal hochladen | Wohnhaus und Scheune eines Zweiseithofes                          | Teichstraße 8         | bezeichnet 1818 (Bauernhaus)                         | Fachwerkbauten, von bauhistorischer und ortsbildprägender Bedeutung                                                                                                   | 08957179 |